# Ricardo Fernández de Tamarit
Ricardo Fernández de Tamarit (?, 1874-Madrid, 1953) fue un militar español. General de Brigada en 1939, fue jefe de Movilización, Instrucción y Recuperación tras la Guerra Civil.

## Biografía
Ingresó en la Infantería en 1888. Luchó en Cuba (1895-98) y en 1917 ascendió a teniente coronel. Fue preceptor de Alfonso XIII. De septiembre a diciembre de 1919 estuvo al frente del Batallón de voluntarios del Regimiento de Melilla y a partir del 1 de septiembre de 1920 comandó el tercer batallón del Regimiento de África. En 1922, ascendió a coronel y fue destinado a Mallorca, donde comandó la zona de reclutamiento de Palma 48. En 1931, se hizo cargo del regimiento de Infantería Inca 62, que se disolvió poco después.
Cuando se inició la Guerra Civil, estaba en situación de retirado en Palma de Mallorca y se reincorporó al servicio junto al bando sublevado. Enemigo de cualquier contemplación hacia la cultura catalana, en octubre de 1936 mantuvo una polémica en la prensa con el escritor Llorenç Villalonga, en la cual mostraba su desacuerdo y su despecho contra los firmantes del llamado manifiesto en Respuesta a los catalanes.[cita requerida] Fue nombrado juez instructor de la causa contra el mando militar de Baleares, que se vio en diciembre de 1936, inspector de los juzgados militares de la comandancia militar de Baleares (1937) y director de la Escuela Militar de Lluc. Fue juez instructor del tribunal que condenó a muerte a Emili Darder, Alexandre Jaume, Antoni Mateu y Antoni Maria Ques. En 1938, comandó el sector militar de Palma. Este mismo año, ocupó interinamente el cargo de jefe nacional de Movilización, Instrucción y Recuperación (MIR).
En 1939, fue nombrado general honorífico e inspector de las fortificaciones y obras de Baleares, cargo que ocupó hasta 1952. En esta época fue el responsable de la construcción de la llamada Línea Tamarit que consiste en la línea de búnkeres y fortificaciones a lo largo de la costa norte y del levante de Mallorca y que son muy visibles todavía en la playa del Trench. También ejerció la enseñanza orientada a la preparación del ingreso en las academias militares.